# 食蚊鸟科
食蚊鸟科（学名：Conopophagidae）是雀形目的一个科，现存2属10种，分布于拉丁美洲的热带地区。体型小，腿长，尾部基本退化，以蚊、蚋等为食。

## 下属物种
- 食蚊鸟属（Conopophaga）
  - 蓝灰食蚊鸟（Conopophaga ardesiaca）
  - 栗带食蚊鸟（Conopophaga aurita）
  - 栗顶食蚊鸟（Conopophaga castaneiceps）
  - 棕食蚊鸟（Conopophaga lineata）
  - 黑腹食蚊鸟（Conopophaga melanogaster）
  - 黑颊食蚊鸟（Conopophaga melanops）
  - 灰喉食蚊鸟（Conopophaga peruviana）
  - 巾冠食蚊鸟（Conopophaga roberti）
- 蚁八色鸫属（Pittasoma）
  - 黑顶蚁八色鸫（Pittasoma michleri）
  - 棕顶蚁八色鸫（Pittasoma rufopileatum）